# Bobby Brown
Robert Barisford Brown (født 5. februar 1969) er en amerikansk R&B singer-songwriter, lejlighedsvis rapper og danser.
Mellem 1992 og 2007 var han gift med Whitney Houston i et ofte stormomsust forhold.